# ガガーリン (スモレンスク州)
ガガーリン（ロシア語: Гага́рин, Gagarin）は、ロシアのスモレンスク州にある都市。人口は3万1721人（2010年）。州都スモレンスクから北東へ239キロメートルで、モスクワ・スモレンスク・ミンスク間の鉄道が通る。ヴァズザ川を経てヴォルガ川に注ぐ小さい川・グジャチ川（ロシア語: Гжать）に沿う。
もとはグジャーツク（Гжатск, Gzhatsk）という地名であったが、この付近にあるクルシノ村で生まれた人類最初の宇宙飛行士ユーリイ・ガガーリンにちなみ、1968年に現在の地名へ変更された。

## 歴史
もとの地名であるグジャーツクは、この地を流れるグジャチ川にちなんでいる。18世紀初頭、ピョートル1世がネヴァ川河口に新たな首都サンクトペテルブルクを作った際、モスクワなどロシアの古い町々があるヴォルガ川水系とネヴァ川水系とを結ぶため、両水系が接近するグジャチ川付近に運河を作ることになった。1715年にグジャチ川に水陸の結節点を設ける勅令が発せられ、1718年には桟橋などの建設が始まり、同時にグジャーツクの集落も生まれた。1720年代にはグジャーツクは川船の荷物を積み替える重要な港になり、工場も多数立地し始めた。1776年2月22日にはグジャーツクは市の地位を得た。
グジャーツクが市となって間もなく、中央政府により新古典主義的な都市計画が立てられ、港の周りに新古典主義建築が立ち並び始めた。18世紀末まで建築ラッシュは続き、グジャーツクは当時のロシア有数の工業が発達した町になった。しかし1812年には、ナポレオンのロシア侵攻でグジャーツクはほぼ完全に破壊されてしまった。1817年には戦後の再建のための新たな都市計画が作られたが、資金難もあり再建は遅れ、ナポレオン戦争以前の規模に復興するのに数十年を要した。また19世紀半ばにはモスクワとサンクトペテルブルクを結ぶ鉄道が開業し、貨物運送も水運から鉄道に移ったため、グジャーツクの重要性は減少した。しかし20世紀初頭においても小舟を使った水運の需要はあり、1910年ごろにはグジャーツクの人口は1万人を数えていた。
十月革命に引き続き起こったロシア内戦で、グジャーツクは再び荒廃した。聖堂の多くが略奪を受けたり取り壊されたりした。また独ソ戦でも破壊され、その後再建されたが19世紀までの面影が残る街並みはほとんど失われた。
1961年にはユーリイ・ガガーリンが宇宙飛行に成功し、その故郷であるグジャーツク周辺は脚光を浴びた。1968年にガガーリンが事故死すると、グジャーツク市民はガガーリンを顕彰して市名を変更する運動を始めた。ソ連政府はガガーリンの死後1ヶ月もたたない1968年4月23日、グジャーツクをガガーリン市に改名することを決定した。その後ガガーリン記念館や記念碑も建てられている。

## 産業
今日、ガガーリン市は機械工業や繊維工業、農産物加工工場の立地する工業都市となっている。観光ではユーリイ・ガガーリン記念館、歴史博物館のほか、18世紀から19世紀の聖堂建築、特に1900年に完成した生神女福音大聖堂が見所になっている。
ガガーリン市は欧州自動車道E30号線の一部となっているモスクワ・ミンスク間の高速道路M1および、同区間を走る鉄道が通っている。鉄道駅にはモスクワ、モジャイスク、ヴャジマからの近郊列車（エレクトリーチカ）が停車する。

## 著名人
- ニコライ・ノスコフ − ロシアのロックミュージシャン

## 姉妹都市
- en:Ratingen、ドイツ
- モジャイスク、ロシア
- ボリソフ、ベラルーシ
- en:Krupki、ベラルーシ